# Naoto Hiraishi
Naoto Hiraishi (平石 直人 Hiraishi Naoto?, nacido el 23 de junio de 1992 en Kanagawa) es un futbolista japonés que se desempeña como centrocampista.

## Trayectoria

### Clubes
| Club              | País  | Año         |
| ----------------- | ----- | ----------- |
| FC Machida Zelvia | Japón | 2015        |
| Fujieda MYFC      | Japón | 2016 - 2017 |
| Blaublitz Akita   | Japón | 2018 -      |

## Estadística de carrera

### J. League
| Club              | Año   | J. League | J. League | Copa J. League | Copa J. League | Total | Total |
| Club              | Año   | Part.     | Goles     | Part.          | Goles          | Part. | Goles |
| ----------------- | ----- | --------- | --------- | -------------- | -------------- | ----- | ----- |
| FC Machida Zelvia | 2015  | 0         | 0         | -              | -              | 0     | 0     |
| Fujieda MYFC      | 2016  | 26        | 3         | -              | -              | 26    | 3     |
| Fujieda MYFC      | 2017  | 28        | 1         | -              | -              | 28    | 1     |
| Total             | Total | 54        | 4         | 0              | 0              | 54    | 4     |